# Pteroselinum montanum
Pteroselinum montanum är en flockblommig växtart som beskrevs av Heinrich Gottlieb Ludwig Reichenbach. Pteroselinum montanum ingår i släktet Pteroselinum och familjen flockblommiga växter. Inga underarter finns listade i Catalogue of Life.